# Conotalis
Conotalis là một chi bướm đêm thuộc họ Crambidae.